# Badia rugosa
Badia rugosa là một loài nhện trong họ Palpimanidae. Loài này được phát hiện ở Sénégal.